# The Voice Kids (Pays-Bas)
Pour les articles homonymes, voir The Voice et The Voice Kids.
The Voice Kids est une émission de télévision néerlandaise de télé-crochet musical qui est diffusée sur RTL 4 depuis 2012.
L'émission est une déclinaison de The Voice, réservée à des candidats de 6 à 15 ans.